# Machame Magharibi
Machame Magharibi è una circoscrizione rurale (rural ward) della Tanzania situata nel distretto di Hai, regione del Kilimangiaro. Conta una popolazione di 6 503 abitanti (censimento 2012).